# Gaisfeld (Gemeinde Krottendorf-Gaisfeld)
Gaisfeld, teilweise auch Großgaisfeld genannt, ist eine Ortschaft und Dorf in der Weststeiermark sowie eine Katastralgemeinde der Gemeinde Krottendorf-Gaisfeld im Bezirk Voitsberg, Steiermark. Der Ort war von 1850 bis 1954 eine eigenständige Gemeinde.

## Ortsname und Geografie
Der Namensteil Gais- leitet sich vermutlich nicht vom mittelhochdeutschen geiz für eine Geiß oder Ziege, sondern könnte in seiner früheren und urkundlich belegten mit -eu und -ev geschriebenen Form auf eine Person namens Geu hinweisen. Auch eine Herleitung vom althochdeutschen gawi für Gau oder geuß für Überschwemmung ist möglich. Der Ortsname bedeutet wahrscheinlich so viel wie Feld des Geu. Das Dorf im Westen der Katastralgemeinde und damit auch der Siedlungsschwerpunkt von Gaisfeld wird auch Großgaisfeld genannt.
Gaisfeld liegt im östlichen Teil der Gemeinde Krottendorf-Gaisfeld, nördlich und östlich des Hauptortes Krottendorf, beiderseits der Kainach und der Packer Straße B 70. Im Norden grenzt Gaisfeld an die Katastralgemeinde Gasselberg, wobei die Kainach hier teilweise den Grenzverlauf markiert. Im Nordosten grenzt die Katastralgemeinde Muggauberg der Marktgemeinde Stallhofen an Gaisfeld. Im Osten und Südosten schließt Söding-Sankt Johann mit den Katastralgemeinden Hausdorf und Sankt Johann ob Hohenburg an. Im Süden und Westen verläuft die Grenze zu Krottendorf, welche teilweise entlang des Forstbauerbaches und der Kainach verläuft. Im Nordwesten gibt es einen kurzen Grenzverlauf mit der zur Stadtgemeinde Voitsberg gehörenden Katastralgemeinde Arnstein. Durch Gaisfeld führt die Packer Bundesstraße B 70 sowie die Landesstraße L348, welche im nördlichen Teil von Gaisfeld davon abzweigt. Weiters fließt die Kainach durch die Katastralgemeinde und in ihren nördlichen Teil mündet die Teigitsch in die Kainach ein.
Zu Gaisfeld gehören noch die Ortschaften Kleingaisfeld und Muggauberg.

## Geschichte
Gaisfeld entstand im 10. oder 11. Jahrhundert als eine bairische Siedlung und war ursprünglich ein zweizeiliges Straßendorf mit an die Höfe anschließende Grundstücke sowie Blockgemengefluren. Die erste urkundliche Erwähnung erfolgte in der Zeit um 1220 als Gansvelde und Geysvelde. Weitere Erwähnungen erfolgten 1268/69 im Rationarium Styriae als Geussvelde, 1393 als Gaisueld sowie schließlich 1527 als Gaisfeld. Der Weinbau in der Gegend um Gaisfeld ist spätestens seit der Zeit um 1220 belegt und wird urkundlich erstmals 1312 genauer erwähnt. In der Zeit um 1290 lebten vor allem Bauern, die einen deutschen Namen wie Ekkehard, Dietmar, Merlin oder Neithard trugen, im Ort. Gaisfeld war in der Zeit um 1220 bis 1230 landesfürstlicher Besitz und wurde im Rationarium Styriae noch als solcher ausgewiesen. Die Abtei Seckau war 1315 und das Stift Stainz 1318 im Besitz von einigen Weinbergen bei Gaisfeld. Die Gaisfeld-Mühle an der Kainach wird erstmals 1432 erwähnt und ging 1593 an Siegmund von Herberstein. Ein paar Weinberge gehörten ab spätestens 1473 zur Pfarre Köflach. Durch eine am 15. November 1504 durch Bernhard Prankher erfolgte Licht- und Seelamtstiftung kamen Güter in Gaisfeld an das Minoritenkonvent in Graz. Das Stift St. Lambrecht war zwischen der Zeit um 1550 bis nach 1700 ebenfalls im Besitz von Weingärten und die Herrschaften Greißenegg und Lankowitz erweiterten ihre Weingärten ab 1606 durch Zukauf. Der Gewerkenfamilie Pögl aus Thörl gehörten im 16. Jahrhundert einige Weingärten in der Gegend und um 1580 wird ein Gaißfeld Weingart Gepirg erwähnt.
An der Packer Straße gab es im Mittelalter bei Großgaisfeld eine Mautstelle, welche 1626 zusammen mit der Herrschaft Obervoitsberg an die Grafen Wagen von Wagensperg kam. Im Jahr 1688 gab es eine Klage der Stadt Voitsberg gegen eine zweite, bei der Gasselmühle neu errichtete Mautstelle. Die Maut bei Gaisfeld wurde 1785 durch einen Gubernialbeschluss bestätigt. Zumindest die Maut bei der Gasselmühle lässt sich bis in das Jahr 1878 nachweisen. Die Einwohner von Gaisfeld gehörten bis 1848 zu verschiedenen Grundherrschaften, so etwa zu den Herrschaften Hohenburg, dem Amt Dürnberg der Herrschaft Krems, dem Bergamt Gaisfeld der Herrschaft Lankowitz, dem Hof- und dem Stocker-Amt der Herrschaft Ligst, der Herrschaft Obervoitsberg sowie dem Amt Tregist der Herrschaft Piber. Der Getreidezehnt ging zumindest in den Jahren 1574 und 1625 an die Herrschaft Greißenegg und Piber hatte das Recht auf das Garbenzehnt inne. Das Frischlings-Amt lag bis um 1580 bei der Herrschaft Grub und kam dann zusammen mit dem Hirsezehnt an die Herrschaft Ligist. Die Bergrechte bei Gaisfeld gehörten zur Herrschaft Lankowitz. Gaisfeld gehörte zum Werbbezirk der Herrschaft Ligist.
Im Januar 1801 wurde eine Abteilung der von Tirol in die Weststeiermark verlegten österreichischen Armee in Gaisfeld einquartiert. Die französische Armee besetzte Gaisfeld im Dezember 1805. Im Jahr 1850 wurde mit der Konstituierung der freien Gemeinden die eigenständige Gemeinde Gaisfeld gegründet. Bei einem Großbrand im am 31. Januar 1858 brannte das ganze Dorf Großgaisfeld mit Ausnahme eines einzelnen Hauses vollständig ab. Im Jahr 1895 wurde die Freiwillige Feuerwehr Gaisfeld und um 1930 der Löschzug Kleingaisfeld gegründet. Für die Zeit um 1900 sind zwei in Gaisfeld ansässige Wagnermeister bekannt. Die Gemeinde Voitsberg errichtete 1906 ein Kraftwerk in Gaisfeld und elektrifizierte dadurch den Ort. Im Jahr 1917 gab es ein weiteres Feuer, den sogenannten „kleinen Gaisfelder Brand“. Eine geplante Zusammenlegung von Gaisfeld mit den Gemeinden Gasselberg und Thallein scheiterte im Jahr 1919. Im Mai 1936 gab es die Ortsgruppe Gaisfeld-Gasselberg der Vaterländischen Front. Am 1. Januar 1948 wurde schließlich Gasselberg nach Gaisfeld eingemeindet.
Durch ein Unwetter entstanden am 29. September 1953 schwere Schäden an den Gemeindestraßen sowie in der Landwirtschaft. Am 1. Jänner 1954 kam es zur Zusammenlegung der Gemeinde Gaisfeld mit der Gemeinde Krottendorf zur neu entstandenen Gemeinde Krottendorf-Gaisfeld. Ein Hochwasser überschwemmte am 23. Juni 1972 Teile von Gaisfeld. Das neue Rüsthaus der Freiwilligen Feuerwehr Gaisfeld wurde am 7. August 1979 eingeweiht. Bei der Neutrassierung der Packer Straße wurde 1980 die ehemalige Gaisfeld-Mühle, auch Gasselmühle genannt, abgetragen.

## Wirtschaft und Infrastruktur
Gaisfeld ist landwirtschaftlich geprägt und vor allem während des Mittelalters spielte der Weinbau eine wichtige Rolle. Von der ersten Hälfte des 15. Jahrhunderts bis in das Jahr 1980 hinein gab es eine Mühle an der Kainach. Der Ort verfügt über eine eigene Freiwillige Feuerwehr und die Kinder des Ortes besuchen die Schulen in Ligist.
Durch den Ort verläuft die Packer Straße B 70 und der Haltestelle Gaisfeld der von der Graz-Köflacher Bahn und Busbetrieb betriebenen Schnellbahnlinie  befindet sich im Ortsgebiet.

## Sehenswürdigkeiten und Bauwerke

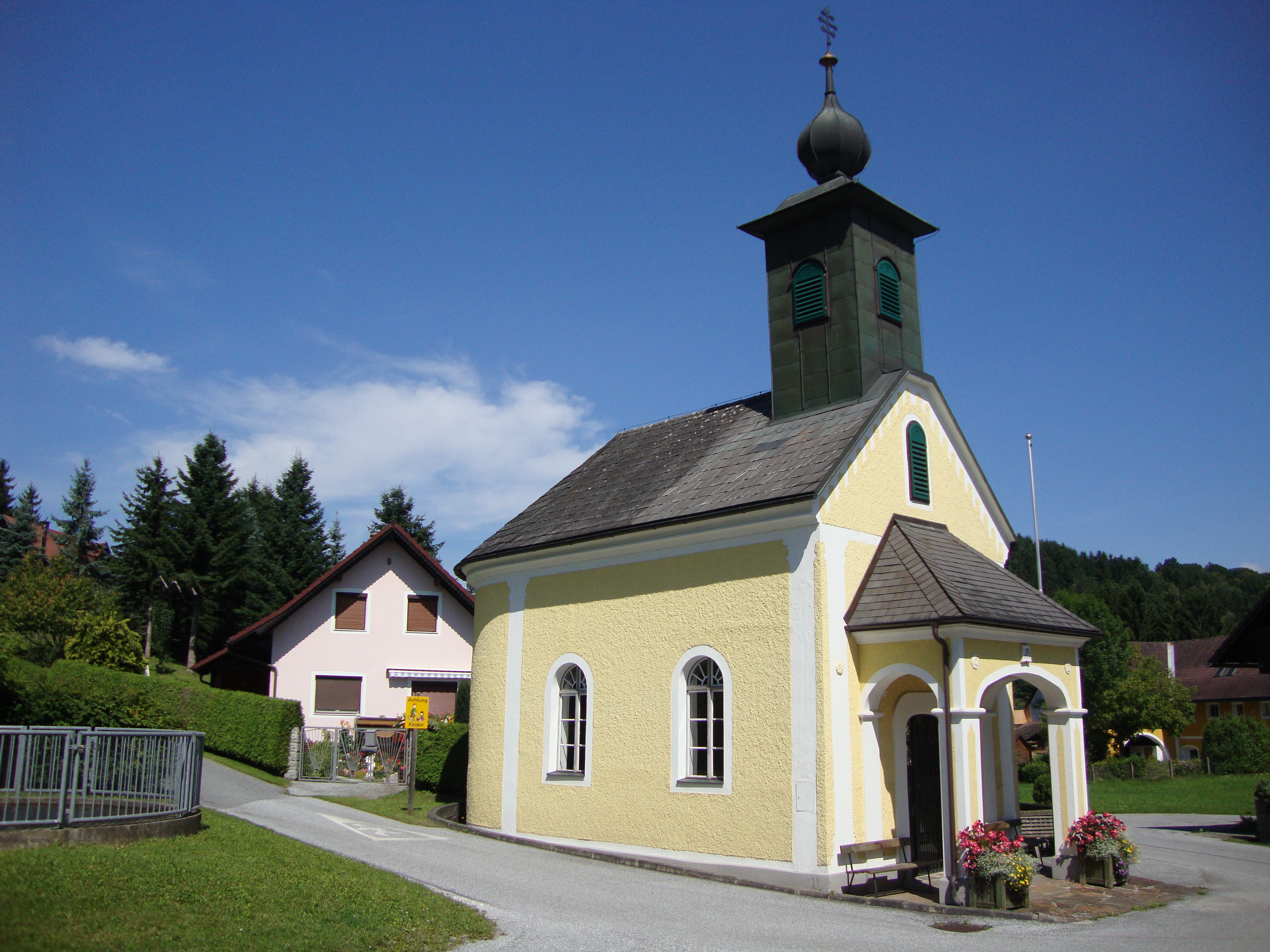
Die denkmalgeschützte Ortskapelle von Gaisfeld

Zu den bedeutendsten Bauwerken in Gaisfeld zählt die spätestens 1826 errichtete und denkmalgeschützte Ortskapelle (Listeneintrag). Sie ist der Schmerzhaften Muttergottes geweiht. Beim Großbrand im Jahr 1858 brannte sie ab und wurde von 1859 bis 1864 neu errichtet. Im Jahr 1870 erhielt sie eine Messlizenz. Der Grazer Maler Widmann fertigte 1936 ein Fresko, das die sieben Schmerzen Mariens zeigt. Die barocke Pietà überstand den Brand und befindet sich noch in der Kapelle. Neben der Kapelle befindet sich der am 26. September 1992 enthüllte Gaisfelder Urkundenstein aus Gradener Marmor, welcher einige Daten zum Ort zeigt.
Neben der Ortskapelle gibt es noch einige andere christliche Bauwerke wie Bildstöcke und Wegkreuze in Gaisfeld. Das 1976 nach Anleitung von Alfred Schlosser an der Wartensteinstraße errichtete Gaischmarterl beherbergt Gipsfiguren der Lourdesmadonna, des Herz Jesu sowie des Heiligen Antonius mit Kind. Das Göribauerkreuz ist ein 1887 als Wegkreuz errichteter Pfeilberbildstock mit neobarocken Putzelementen und Figuren des gegeißelten Heilands sowie der Heiligen Therese von Lisieux und wurde 1984 vom Künstler Erwin Fuchs renoviert. Der Koanzbildstock mit seinen Öldruckbildern des Herz Jesu und Herz Mariens wurde nach einem Blitzschlag im Jahr 1963 neu errichtet. Als Pestkreuz wurde am Ende des 17. Jahrhunderts der Kreuzblümelbildstock an der Wartensteinstraße aufgestellt. Anlässlich des Katholikentages 1983 wurde er von Franz Weiss renoviert und zeigt in seinen Nischen Darstellungen der Heiligen Antonius und Margareta, Josef mit Maria, die Dreifaltigkeit sowie die Muttergottes von Lankowitz. Der um 1885 errichtete Strommer-Bildstock, auch Wagner-Strommer-Kreuz genannt, am Wallfahrtsweg nach Stallhofen wurde 1976 ebenfalls von Franz Weiss neu gestaltet und vom Künstler 1997 renoviert. Er zweigt Darstellungen des gegeißelten Heilands in einer Dorflandschaft, die Schutzmantelmadonna von Lankowitz, den Gnadenstuhl sowie die Heiligen Josef, Borromäus, Katharina von Siena, Notburga sowie Leonhard mit Kühen und Milchkannen. Beim Bauernhof Langmannmichl befindet sich eine 1973 an der Stelle eines alten Pestbildstockes aufgestellte Totenleuchte, welche von Alfred Schlosser aus Kunststein gefertigt wurde. Der alte Bildstock befindet sich heute im Heimatmuseum von Ligist.
Das Bauernhaus mit dem Vulgonamen Flanschger überstand den Brand im Jahr 1858 als einziges Gebäude in Großgaisfeld. Bei Renovierungsarbeiten im Jahr 1981 kamen unter dem Verputz mehrere Bauphasen zum Vorschein und die Entstehungszeit des Gebäudes wird auf die Zeit zwischen 1680 und 1730 geschätzt. Damit wäre es das älteste erhaltene Gebäude in Gaisfeld.
Im südöstlichen Teil der Katastralgemeinde Gaisfeld befindet sich mit der Krottendorfer Kainachinsel ein Naturschutzgebiet mit der Nummer NSG 64c.